# Equipe virginense na Copa Davis
A equipe virginense na Copa Davis representa as Ilhas Virgens Americanas na Copa Davis, principal competição de tênis masculina por equipes do mundo. É administrada pela Virgin Islands Tennis Association.